# 襄阳山樱桃
襄阳山樱桃（学名：Cerasus cyclamina）是蔷薇科樱属的植物，是中国的特有植物。分布在中国大陆的广西、广东、四川、湖北等地，生长于海拔1,000米至1,300米的地区，多生于山地疏林中，目前尚未由人工引种栽培。

## 异名
- Cerasus cyclamina (Koehne) Yu et Li var. biflora (Koehne) Yu et Li